# Star destroyer
Lo star destroyer (lett. "cacciatorpediniere stellare" e tradotto in italiano a volte come caccia stellare, torpediniera stellare o incrociatore stellare) è una tipologia di astronavi da battaglia dell'universo fantascientifico di Guerre stellari. Gli star destroyer compaiono per la prima volta nel film Guerre stellari e sono stati ripresi poi in numerosi film, serie televisive, libri, fumetti e videogiochi del franchise. Sono impiegati principalmente dall'Impero Galattico, sebbene modelli precedenti e successivi vengano utilizzati anche dalla Repubblica Galattica e dal Primo Ordine.
Il termine star destroyer raccoglie numerose classi di corazzate pesanti, che variano anche notevolmente di dimensioni ma accomunate tutte dalla forma triangolare e appuntita e dall'impiego come navi ammiraglie dei loro schieramenti. I modelli di star destroyer più frequenti sono gli onnipresenti e emblematici di classe Imperial (trilogia originale), quelli di classe Venator (trilogia prequel) e i successivi di classe Resurgent e Xyston (trilogia sequel). Un singolo star destroyer può proiettare una notevole influenza su un sistema solare: ognuno di essi può essere schierato sia come base operativa avanzata che come piattaforma mobile di sistemi d'arma per la salvaguardia di più pianeti, rotte commerciali e sistemi, con una potenza di fuoco sufficiente a sottomettere un intero sistema planetario o ad annientare una piccola flotta nemica.
Lo star destroyer è uno dei mezzi più iconici di Guerre stellari e ne sono stati distribuiti numerosi modelli e giocattoli.

## Creazione e sviluppo
Nei bozzetti preparatori per il film Guerre stellari il termine "star destroyer" era usato per indicare dei caccia stellari bisposto in dotazione a quello che sarebbe poi diventato l'Impero Galattico. Nella seconda bozza per la sceneggiatura quattro di questi star destroyer avrebbero dato la caccia a una navicella della Repubblica, ma gli alti costi preventivati dalla Industrial Light & Magic (ILM) convinsero George Lucas a utilizzare un solo star destroyer ma molto più grande. La ILM per le riprese del film costruì un modellino di 91 cm, che risultava quindi più piccolo (circa la metà) del modello utilizzato per rappresentare la Tantive IV a cui lo star destroyer stava dando la caccia. Lucas chiese alla ILM di costruire un modello dello star destroyer più grande per adattarlo alla scala della Tantive IV, ma la ILM disse che la fotocamera Dykstraflex inventata per il film lo avrebbe reso superfluo. Tuttavia, aggiunsero ulteriori dettagli dello scafo al modello dello star destroyer per renderlo più realistico. La scena iniziale, della durata di 13 secondi, è stata la prima sequenza completata dalla ILM e il suo successo ha confermato l'efficacia della Dykstraflex.
Per L'Impero colpisce ancora Lucas voleva che la nuova nave ammiraglia di Dart Fener, la Executor, fosse di dimensioni ancora più grandi rispetto allo star destroyer di classe Imperial e avesse un ruolo maggiore nel film. Secondo il capo modellista Lorne Peterson il modello dell'Executor era lungo due metri e mezzo, più dettagliato e provvisto di oltre 150 000 luci interne per dargli un miglior senso delle proporzioni. Il modello era così pesante da richiedere un supporto aggiuntivo per non sovraccaricare la struttura meccanica della Dykstraflex. L'astronave era originariamente in scala per sembrare lunga 26 km, sebbene queste dimensioni siano state riviste in fonti successive.
Il design degli star destroyer di classe Venator che appaiono ne La vendetta dei Sith fu pensato per colmare il divario tra l'aspetto delle navi d'assalto Acclamator ne L'attacco dei cloni e la classe Imperial della trilogia originale. Per la classe Venator infatti hanno usato i set del ponte di comando dello star destroyer di classe Imperial. Questo passaggio è rimarcato anche nella colorazione dei Venator, che all'inizio del film hanno zone con una colorazione rossa, a rappresentare l'appartenenza alla Repubblica, ma al termine sono privi di colore, per indicare l'ascesa dell'Impero.

## Caratteristiche
Il termine star destroyer raccoglie numerose classi di corazzate pesanti, che variano anche notevolmente di dimensioni ma accomunate tutte dalla forma triangolare e appuntita e dall'impiego come navi ammiraglie dei loro schieramenti.
Gli star destroyer di classe Imperial rappresentano la spina dorsale della flotta imperiale. Si tratta di grandi incrociatori da battaglia pensati per il combattimento aereo e come quartier generale mobile per dirigere le operazioni della flotta o di sbarco a terra. Lunga 1 600 metri e dalla caratteristica forma appuntita, l'astronave è in grado di trasportare numerosi TIE, mezzi da combattimento terrestri e soldati, oltre a poter catturare intere astronavi all'interno del proprio hangar tramite il suo raggio traente. La sua superficie è costellata di cannoni, torrette e scudi deflettori e dispone inoltre di un apparato propulsivo formato da una serie di motori ionici e da un'iperguida per il salto nell'iperspazio. La sua vista soltanto è sufficiente a incutere timore e rispetto nei sudditi e nemici dell'Impero, tanto che lo star destroyer è considerato un simbolo della potenza imperiale. Infatti un singolo star destroyer è capace di sopraffare e distruggere un pianeta ribelle, anche se i pianeti più avanzati possono essere attaccati da una flotta di sei star destroyer con vari incrociatori di supporto e mezzi di rifornimento. I bunker di sopravvivenza situati nel profondo sottosuolo di alcuni pianeti sono considerati l'ultimo rifugio in caso di bombardamento planetario da parte degli Imperial star destroyer.
Il Devastator di Dart Fener è l'ultima nave di classe Imperial I ad essere costruita dai cantieri Kuat Drive Yards. Dopo aver dismesso la classe Imperial I l'Impero è passato alla classe Imperial II, come si vede nella battaglia di Hoth ne L'Impero colpisce ancora. Gli star destroyer classe Imperial I sono bianchi, come mostrato in Guerre stellari, Rogue One e Solo. Gli star destroyer classe Imperial II in L'Impero colpisce ancora e Il ritorno dello Jedi sono grigi.
Nell'universo di Guerre stellari il termine "super star destroyer" indica una qualunque nave più grande di uno star destroyer Imperial. La più grande e potente di queste navi è l'Executor, apparso per la prima volta ne L'Impero colpisce ancora come nave ammiraglia personale di Dart Fener. La Executor è stata la prima nave di classe Star Dreadnought ad essere costruita ed è lunga più di 19 km e più di 4 km in altezza. I super star destroyer sono protetti da una spessa corazza e da uno scudo deflettore potenziato e dal punto di vista offensivo possono contare su più di 5 000 torrette turbolaser, 2 000 cannoni a ioni e 500 tubi lanciasiluri. Inoltre sono in grado di trasportare almeno 200 navi da sbarco, circa 1 500 caccia TIE, basi prefabbricate, 30-60 camminatori AT-AT e AT-ST e un esercito di stormtrooper sufficiente a controllare un intero sistema stellare. È spinta da tredici motori e da un'iperguida. L'equipaggio dell'Executor è composto da centinaia di migliaia di persone. La sua torre di comando include un paio di cupole geodetiche contenenti ricetrasmettitori per le comunicazioni, sensori e proiettori di scudi deflettori, e consente una visione senza ostacoli del campo di battaglia. Almeno dodici di queste navi sono state costruite dall'Impero, tra cui l'Executor, l'Annihilator, il Ravager e l'Arbitrator, ma il numero esatto è sconosciuto.
Lo star destroyer di classe Venator, il precursore dello star destroyer di classe Imperial, fa la sua prima apparizione nella serie animata Star Wars: Clone Wars; mentre quella cinematografica ne La vendetta dei Sith, durante la battaglia iniziale su Coruscant. Queste navi sono considerate le più potenti navi capitali della Repubblica usate contro la Confederazione dei Sistemi Indipendenti durante le Guerre dei cloni, svolgendo il ruolo sia di corazzate e che di portaerei. Queste navi massicce (lunghe più di 1 km, circa 548 m di larghezza e circa 270 m di altezza) richiedono un equipaggio relativamente piccolo (circa 7 400 persone) per operare, come caratteristica deliberata per compensare il fatto che i Separatisti potevano produrre droidi da battaglia più velocemente di quanto la Repubblica poteva fare con i cloni. Come vera nave da guerra, la classe Venator può alimentare quasi tutta la potenza del suo reattore (che alla massima potenza consuma 40 000 tonnellate di carburante al secondo) con le sue 8 torrette turbolaser pesanti, 2 torrette turbolaser doppie medie, 52 cannoni laser a difesa puntuale, 4 tubi lanciasiluri protonici e 6 raggi treanti, con effetti devastanti. Come portaerei, lo star destroyer può schierare rapidamente centinaia di caccia stellari, tra cui ARC-170, V-wing, Z-95 Headhunters e intercettori Jedi, da un ponte di volo dorsale lungo 0.5 km. I portelli di prua corazzati sono dotati di una robusta schermatura di deflettori, ma sono lenti ad aprirsi e a chiudersi, il che rappresenta un punto debole nella progettazione della nave.
Un altro precursore degli star destroyer di classe Imperial è la classe Acclamator, schierato anch'esso dalla Repubblica contro la Confederazione dei Sistemi Indipendenti nelle guerre dei cloni e rinomati così per la sua versatilità.
Ne Il risveglio della Forza, ambientato 30 anni dopo la caduta dell'Impero, viene introdotta una nuova classe di star destroyer al servizio del Primo Ordine. Il Finalizer, il primo degli star destroyer di classe Resurgent costruiti in segreto dalla Kuat-Entralla Engineering, serve come nave ammiraglia sia per Kylo Ren che per il Generale Hux. Descritte nella letteratura di base come una chiara violazione dei trattati tra la Nuova Repubblica e il Primo Ordine, gli star destroyer di classe Resurgent hanno una lunghezza di 2 916 m e un equipaggio di 9 000 ufficiali e 55 000 membri del personale arruolato. Pur evocando il tradizionale star destroyer di classe Imperial, la classe Resurgent incorpora una serie di correzioni ai difetti di progettazione del primo, tra cui una plancia di comando meno esposta e un numero maggiore di caccia a disposizione. La nave è armata con migliaia di turbolaser e cannoni a ioni, una potenza di fuoco sufficiente per scontrarsi con le navi capitali o ridurre le superfici planetarie in scorie fuse. Per attaccare gli avversari più agili vengono utilizzate torrette laser di difesa e lanciamissili. Due stormi di caccia TIE possono essere lanciati rapidamente dai ponti di volo dorsali e dagli hangar laterali e, per gli assalti planetari, la nave trasporta una legione completa di oltre 8 000 stormtrooper e più di 100 veicoli d'assalto.
Ne L'ascesa di Skywalker viene introdotta una nuova classe di star destroyer denominata Xyston. A differenza dei precedenti incrociatori imperiali, questi sono più grandi e sono dotati di un potente cannone laser in grado di distruggere un pianeta.
Altri star destroyer impiegati dall'Impero sono la classe Interdictor – navi di supporto dalla stazza minore e dotate di un generatore gravitazionale che impedisce il salto nell'iperspazio alle navi nemiche – e le classi Victory, Secutor e Tector.

## Merchandising
LEGO ha realizzato numerosi kit di star destroyer, tra cui uno star destroyer di classe Imperial da 110 centimetri e composto da 4 784 pezzi.
Come per lo star destroyer di classe Imperial, anche il Super star destroyer è stato oggetto di merchandising. La LEGO ha realizzato un modello dell'Executor da 125 cm e 3 152 pezzi. La Kenner voleva usare un nome meno inquietante di Executor per il playset della camera di meditazione di Dart Fener. L'elenco di 153 alternative stilato da un'agenzia pubblicitaria comprendeva Starbase Malevolent, Black Coven, Haphaestus VII e Cosmocurse; alla fine il giocattolo fu etichettato come star destroyer di Dart Fener. Nel 2006, Wizards of the Coast ha creato una miniatura dell'Executor come parte del gioco Star Wars Miniatures Starship Battles. Un super star destroyer elettronico pubblicato dalla Hasbro "è il più raro della flotta da collezione di Hasbro".
Nel 2009, in concomitanza con la serie televisiva Star Wars: The Clone Wars, LEGO ha realizzato un modello della classe Venator da 1 170 pezzi.

## Accoglienza e impatto culturale
Insieme all'AT-AT e al TIE, lo star destroyer è considerato uno dei mezzi più riconoscibili dell'Impero e della serie in generale. La scena di Guerre stellari con la prima apparizione dello star destroyer di classe Imperial I Devastator, con a bordo Dart Fener, in cui insegue una corvetta Corelliana CR90 Tantive IV, con a bordo la principessa Leila, sopra Tatooine dopo che quest'ultima era fuggita da Scarif, è stata definita una pietra miliare nella storia degli effetti speciali.
Joe Pappalardo di Popular Mechanics sostiene che lo star destroyer di classe Imperial è un'astronave mal progettata, essendo asimmetrica con la sovrastruttura che sporge in una direzione. Inoltre, la sua forma a punta avrebbe senso per i viaggi atmosferici, ma non per quelli spaziali. Egli sostiene che un design più realistico ed efficace sarebbe simmetrico e a forma di scodella, come un disco volante.
Secondo Star Wars n. 24 uno star destroyer pesa circa 40 milioni di tonnellate. Nel 2016 uno studio ha stimato che una nave del genere costerebbe 636 miliardi di dollari per essere costruita realmente. Prendendo come riferimento la tecnologia e le navi militari del 2016, la nave peserebbe 4,44 milioni di tonnellate, genererebbe 146,5 gigawatt di potenza e i suoi motori produrrebbero una spinta totale combinata di 3,5 milioni di newton. Tuttavia, per poter portare le parti nello spazio per costruire lo star destroyer sarebbero necessari altri 44 400 miliardi di dollari di costi di lancio, questo sta ad indicare che le tecnologie di estrazione e raffinazione degli asteroidi dovrebbero prima essere sviluppate per rendere la sua realizzazione più economica.
Rhett Allain, professore associato di fisica presso la Southeastern Louisiana University, ha esaminato la distruzione dell'Executor in un articolo per Wired dedicato allo Star Wars Day. Secondo Allain, l'Executor si è scontrato con la seconda Morte Nera a una velocità di 3.5 km/s (7 800 mph), il che - supponendo che la collisione sia stata strettamente il risultato dell'interazione gravitazionale tra i due oggetti - richiederebbe una Morte Nera con altre proprietà di densità per raggiungere una tale velocità d'impatto. Inoltre, l'Executor ha una velocità angolare quasi costante di 0.159 radianti/secondo durante la scena in cui ruota per fronteggiare la Morte Nera. Per l'equipaggio nella parte anteriore della nave, ciò si tradurrebbe in un'accelerazione centripeta di 39 G (forza gravitazionale equivalente). Se un modello dell'Executor fosse costruito in scala e posto in volo sopra New York City, proietterebbe un'ombra sull'intera isola di Manhattan.
In occasione del Consumer Electronics Show del 2016, il modder Sander van der Velden ha assemblato un computer completamente funzionante da gioco con raffreddamento a liquido personalizzato con l'aspetto di uno star destroyer di classe Venator.  Il case del computer è stato costruito utilizzando alluminio e materiale stampato in 3D. Il prodotto finale ha richiesto 400 ore di lavoro.